# Erziehungsauftrag
Erziehungsauftrag bezeichnet die an Eltern und Staat gerichtete Forderung, Kinder und Jugendliche in ihrer Entwicklung zu fördern und zu einer eigenverantwortlichen und gemeinschaftsfähigen Persönlichkeit zu erziehen.
Der elterliche Erziehungsauftrag leitet sich ab aus Artikel 6 (2) GG, der Eltern die Pflege und Erziehung ihrer Kinder als natürliches Recht und die zuvörderst ihnen obliegende Pflicht zuerkennt. Der staatliche Erziehungsauftrag leitet sich ab aus Artikel 7 (1) GG, der das gesamte Schulwesen unter die Aufsicht des Staates stellt.
Eltern haben nach ständiger Rechtsprechung des Bundesverfassungsgerichtes ein Vorrecht, die Erziehung ihres Kindes nach eigenem Ermessen zu gestalten. Dieser Grundsatz gilt nicht in Bezug auf die Gestaltung des Schulunterrichtes, in welcher der staatliche Erziehungsauftrag laut ständiger Rechtsprechung des Bundesverfassungsgerichtes und des Bundesverwaltungsgerichtes dem elterlichen Erziehungsrecht nicht nach-, sondern gleichgeordnet ist. Abgesehen davon ist ein staatlicher Eingriff in die elterliche Erziehung nur bei erheblicher Gefährdung des Kindeswohls rechtens.